# Celtiberi

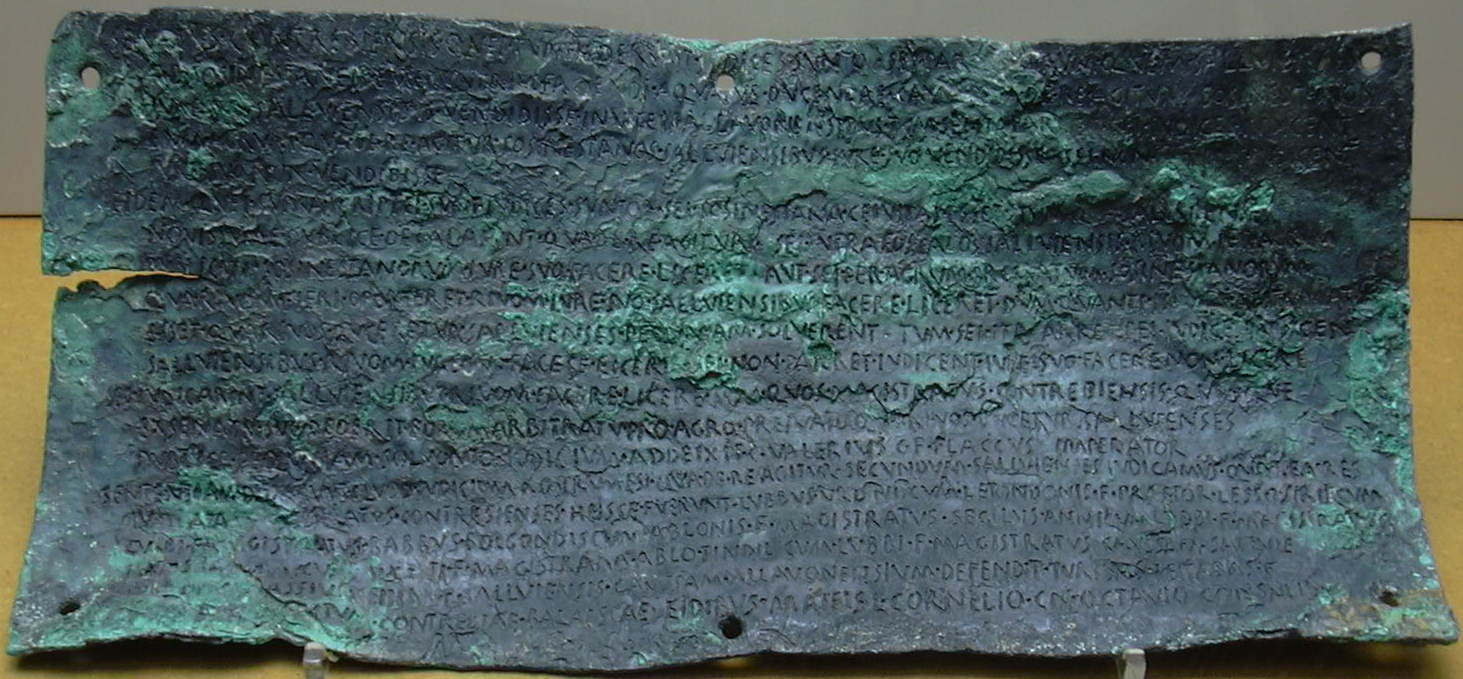
Un Bronzo di Botorrita, tra le più importanti testimonianze della lingua dei Celtiberi. Risalenti al I secolo, sono redatti in alfabeto iberico

I Celtiberi erano popolazioni celtiche stanziate nell'antichità, a seguito di varie ondate migratorie, nella Penisola iberica. Dal nucleo originario, collocato nell'odierna Spagna centro-settentrionale, si estesero in seguito verso sud (nell'attuale Andalusia) e verso occidente, lungo le coste atlantiche della penisola (attuale Galizia). Frazionati (come tutti i Celti) in numerose tribù e sottomessi a Roma fin dal II secolo a.C. (Guerre celtibere), subirono un forte processo di assimilazione alla nuova cultura latina, finendo per dissolversi come popolo autonomo già a partire dall'Età augustea.

## Etnonimo
Il termine "Celtiberi" compare in Diodoro Siculo, Appiano e Marziale, secondo i quali indicava un misto di Celti e Iberi. Anche per Strabone il termine designava una mescolanza tra i due popoli, ma specificava che i Celti ne costituivano il gruppo dominante. La storiografia moderna, a parte alcune opinioni isolate come quella di Johann Kaspar Zeuss, ritiene invece che i Celtiberi fossero in massima parte di origine celtica, e non il frutto di un meticciaggio fra le due etnie (pur ammettendo la possibilità di incroci). Oggi il termine è impiegato per designare, semplicemente, i Celti stanziati nella Penisola iberica.

## Storia

### Le origini

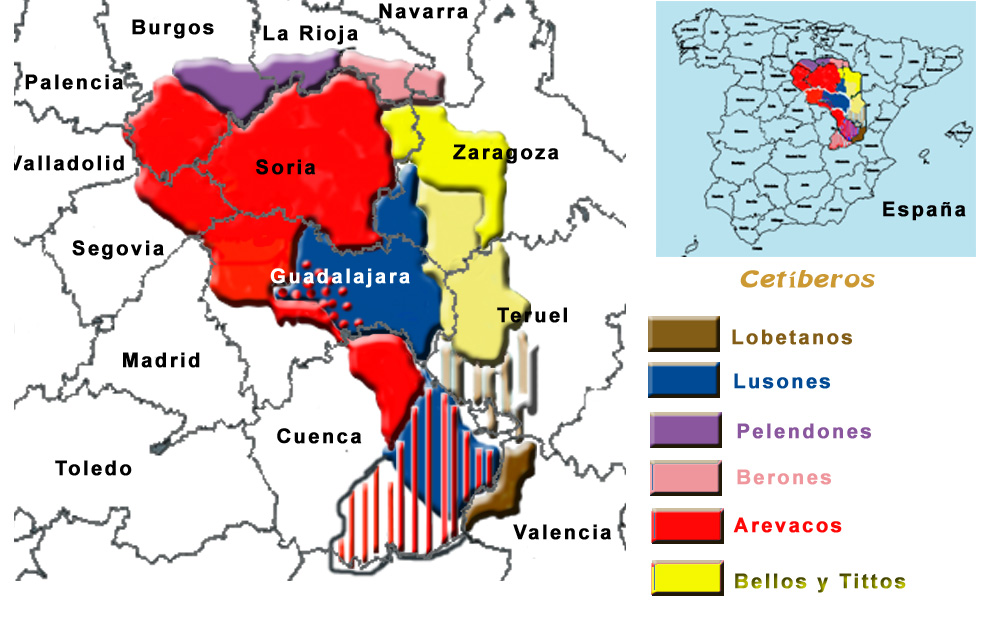
Probabile estensione della zona abitata dai Celtiberi; i diversi colori corrispondono alle principali tribù

Il nucleo centrale dell'insediamento celtiberico corrisponde a un'area dell'odierna Spagna centrale, a cavallo tra le regioni di Castiglia, Aragona e La Rioja e compresa tra il medio bacino dell'Ebro e l'alto corso del Tago (la Meseta). La penetrazione in quest'area risale all'VIII-VI secolo a.C., anche se è possibile che alcune infiltrazioni proto-celtiche fossero avvenute anche in epoche precedenti, fin dal X secolo a.C. (cultura dei campi di urne). È possibile che, quando si insediarono nella Penisola iberica, i popoli provenienti dalla culla originaria dei Celti (l'area della Cultura di Hallstatt), includessero anche alcuni gruppi minoritari di germanici; una volta superati i Pirenei, inoltre, si mescolarono talvolta con le popolazioni autoctone preesistenti.

### L'espansione nella Penisola iberica

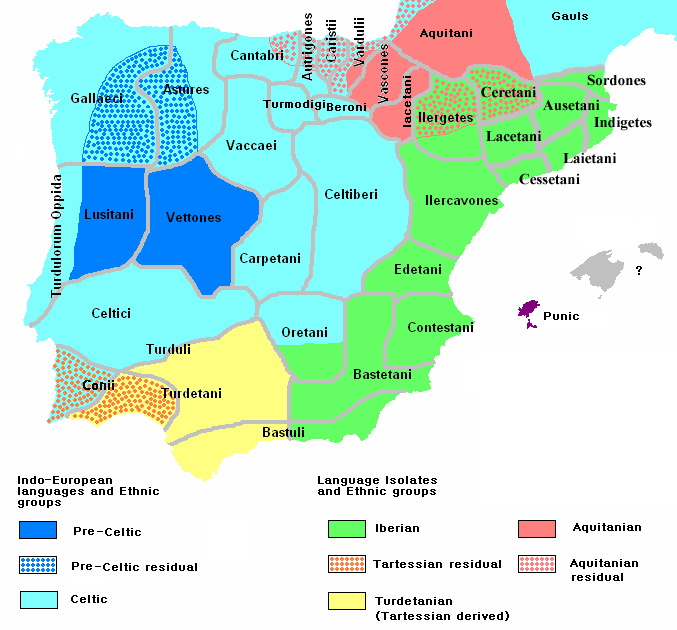
Principali are linguistiche e popoli dell'Antica Iberia, con le Lingue celtiche evidenziate in azzurro e le altre Lingue indoeuropee in blu, circa 200 a.C.

In un secondo momento, i Celtiberi si espansero verso sud (nell'attuale Andalusia) e verso nord-ovest, fino a toccare le coste atlantiche della penisola (Galizia). A indicare i confini esatti della penetrazione celtica nella Penisola iberica sono la toponomastica (caratteristici sono i prefissi seg- e i suffissi -samo e, soprattutto, -briga) e la diffusione del corpus delle iscrizioni in celtiberico, all'interno del quale spiccano i Bronzi di Botorrita.
I principali nuclei urbani dei Celtiberi, strutturati secondo il tipico schema indoeuropeo della "fortezza di collina", furono Numanzia, Kalakoricos (l'odierna Calahorra, chiamata dai Romani Calagurris) e l'attuale Calatayud (Bilbilis per i latini).

### La conquista romana

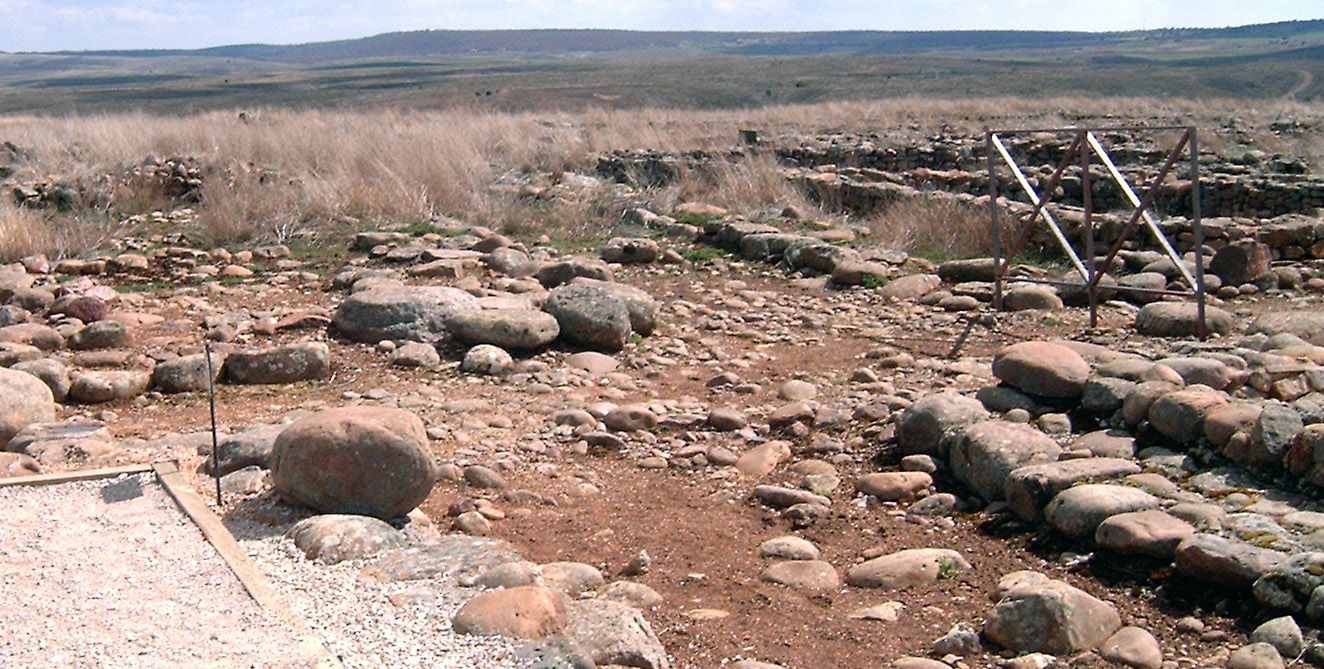
Rovine di Numanzia

Nel II secolo a.C. i Celtiberi furono sottomessi da Roma attraverso una serie di campagne militari (le Guerre celtibere); la capitolazione fu segnata dalla caduta della loro ultima roccaforte, Numanzia, vinta nel 133 a.C. da Publio Cornelio Scipione Emiliano. A partire da quel momento i Celtiberi, come tutte le altre popolazioni della Penisola iberica, subirono un intenso processo di latinizzazione, dissolvendosi come popolo autonomo.

## Società
La prima emigrazione di Celti, che ebbe luogo nel VI secolo a.C., portò con sé elementi della Cultura di Hallstatt ma adottò, nel contempo, alcuni usi e costumi delle popolazioni autoctone della regione. Questa cultura era basata sulla transumanza stagionale di bestiame, sotto la protezione di un'élite guerriera, come accadeva anche in altre regioni europee.
A differenza delle popolazioni iberiche, i Celtiberi preferivano vivere in piccoli insediamenti rurali, villaggi fortificati che controllavano le più importanti vie di comunicazione e i pascoli. Tali insediamenti erano frequentemente indicati in celtiberico con il suffisso "-briga", derivato dalla diffusa radice indoeuropea *bhrgh: si tratta dello stesso tipo di insediamento chiamato dai Galli δοῦνον, dūnum o -dun e dai latini oppidum.
I Celtiberi mantennero una propria identità anche dopo la conquista romana, almeno fino all'Età augustea.

## Lingua

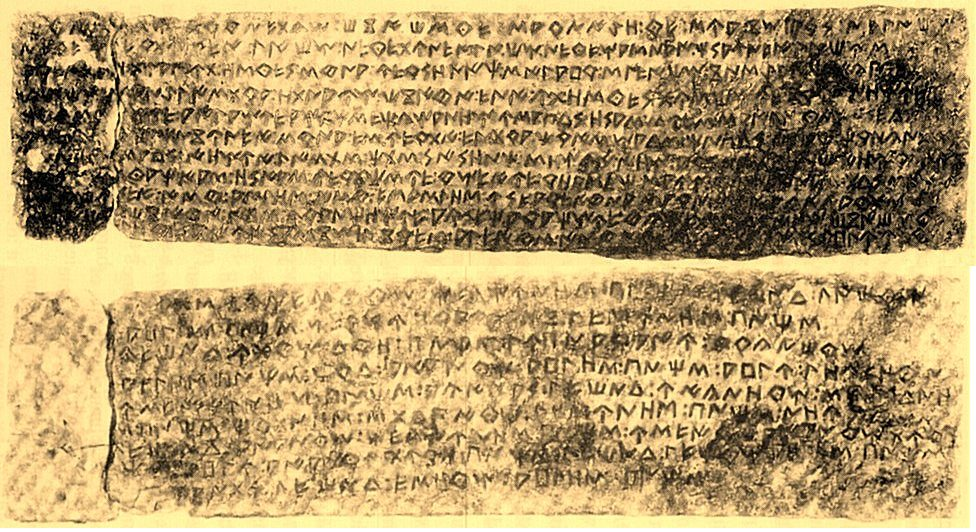
Le due facce del Bronzo I di Botorrita in un'elaborazione che rende più agevole la lettura dell'iscrizione

Il celtiberico è una delle lingue celtiche continentali ed è caratterizzato da alcuni tratti singolarmente arcaici. Tale lingua, frammentata in numerose varietà dialettali, si differenziava quindi nettamente dalla lingua delle popolazioni iberiche della costa mediterranea, che si esprimevano in idiomi non indoeuropei. A cavallo fra il IV e il III secolo a.C. anche i gruppi di lingua celtica che abitavano la futura Hispania adottarono però un tipo di alfabeto sviluppato, attorno al V secolo a.C., dalle popolazioni iberiche (alfabeto iberico).

### Fonti primarie
- Strabone, Geografia, libro III

### Letteratura storiografica
- Antonio Arribas, The Iberians 1964.
- J. P. Mallory, In Search of the Indo-Europeans (Thames & Hudson, 1989), ISBN 0-500-05052-X
- Alberto J. Lorrio and Gonzalo Ruiz Zapatero,, "The Celts in Iberia: An Overview" in e-Keltoi 6
- Francisco Villar Gli Indoeuropei e le origini dell'Europa, 1997, Bologna, il Mulino, ISBN 88-15-05708-0.